# إما برجيتش بوكو
إما برجيتش بوكو مواليد 22 أغسطس 1992 في البوسنة والهرسك، هي لاعبة كرة مضرب بوسنية وتحتل حالياً المرتبة 658 (21 مارس 2016) في تصنيف رابطة محترفات كرة المضرب. أعلى تصنيف لها كان 505.

## النهائيات

### الفردي (3–4)
| الحصيلة | الرقم | التاريخ        | الدورة                   | الأرضية | المنافس          | النقاط             |
| ------- | ----- | -------------- | ------------------------ | ------- | ---------------- | ------------------ |
| الفوز   | 1.    | 24 نوفمبر 2008 | لا فال د'أويتشو، إسبانيا | ترابية  | ليتيسيا كوستاس   | 6–2, 6–1           |
| الوصيف  | 1.    | 14 ديسمبر 2009 | فيناروس، إسبانيا         | ترابية  | غاربيني موغوروزا | 2–6, 0–3, ret.     |
| الوصيف  | 2.    | 5 أبريل 2010   | كرواتيا                  | ترابية  | مادالين جوجني    | 4–6, 4–6           |
| الفوز   | 2.    | 18 أبريل 2011  | كرواتيا                  | ترابية  | دونا فيكك        | 7–5, 7–6(7–2)      |
| الوصيف  | 3.    | 22 يوليو 2013  | أوستن، الولايات المتحدة  | صلبة    | لورين ألبانيز    | 5–7, 7–5, 6–7(4–7) |
| الوصيف  | 4.    | 9 نوفمبر 2015  | مرسى القنطاوي، تونس      | صلبة    | يلينا سيميتش     | 6–3, 1–6, 4–6      |
| الفوز   | 3.    | 16 نوفمبر 2015 | مرسى القنطاوي، تونس      | صلبة    | آنا كالينسكايا   | w/o                |

## روابط خارجية
- إما برجيتش بوكو على موقع رابطة محترفات التنس (الإنجليزية)
- إما برجيتش بوكو على موقع الاتحاد الدولي لكرة المضرب (الإنجليزية)
- إما برجيتش بوكو على موقع كأس بيلي جين كينغ (الإنجليزية)
- إما برجيتش بوكو على موقع خلاصة التنس.كوم (الإنجليزية)